# چروو
چروو (به ایتالیایی: Cervo) شهری است که درساحل دریای مدیترانه و در مجاورت شهر سان بارتولومئو ال ماره و دینو ماریانا قرار گرفته‌است. چروو یک کومونه از استان ایمپریا منطقه لیگوریا محسوب می‌شود. جشنواره سالانه موسیقی مجلسی چرو هر سال در کلیسای سان جوانی باتیستا برگزار می‌شود. بنیان‌گذار این جشنواره ویولونیست مطرح مجارستانی ساندرو وگ بود. این جشنواره در ماه ژوئیه و اگوست هرساله برگزار می‌گردد و محفل نوازندگان اروپایی است.

## جاذبه توریستی
- قلعه مزودی
- قلعه دی‌لاویزانا
- کلیسای سان جوانی باتیستا
- کلیسای سانتا کاترینا
- پلاژ چرو
- ساحل سنگی چاپیلت
- پلاژ برهنگی کاپو چرو

## خواهرشهرها
- اسپانیا، لوگو، سروو